# Kevin Loughery
Kevin Michael Loughery (Brooklyn, 28 marzo 1940) è un ex cestista e allenatore di pallacanestro statunitense, professionista nella NBA e nell'ABA.

## Carriera
Nativo di Brooklyn, frequento' la St. John's University di New York.
Venne selezionato dai New York Knicks all'undicesimo giro del Draft NBA 1961 (92ª scelta assoluta) e dai Detroit Pistons al secondo giro del Draft NBA 1962 (11ª scelta assoluta).
Dopo una breve esperienza come giocatore-allenatore in NBA durante la famosa stagione 1972-1973 dei Philadelphia 76ers, subentrato all'allenatore Roy Rubin partito con un record (4-47), e continuata con Loughety in panchina con un più decoroso (5-26), si concluse con il peggior record di sempre di (9-73).
Gli venne proposto di restare per altri due anni, ma lui declinò l'offerta.
Dopo esserci ritirato da giocatore divenne subito dopo nella stagione ABA 1973-1974 allenatore in ABA a soli 33 anni della squadra dei New York Nets, firmando il 27 Aprile 1973 un contratto di cinque anni andando a sostituire il futuro Hall of Famer Lou Carnesecca che torno' ad allenare alla St. John's University,
Durante la sua prima stagione sceglierà l'ex compagno di squadra ai Baltimore Bullets Rod Thorn come assistente allenatore, e poco dopo il 31 Luglio 1973 I Nets scambiarono con i Virginia Squires per prendere il giocatore, nativo di Nassau, Julius Erving, con cui vincerà due titoli ABA: nella sua prima stagione da allenatore 1974 e nel 1976.
È tuttora l'allenatore dei New York Nets/New Jersey Nets con più presenze come allenatore: dal 1973 al 1976 in ABA e dal 1976 al 1980 in NBA per un totale di 615 partite, con un record in regular season di 190-144 (.569) in ABA e di 107-174 (.381) in NBA.
In seguito allenò in NBA gli Atlanta Hawks per due stagioni con un record positivo, qualificandosi in entrambe ai playoff e allenando nella sua seconda stagione il roookie Dominique Wilkins.
Poi allenò i Chicago Bulls per due stagioni, il cui general manager era Rod Thorn, la seconda delle quali fu quella d'esordio in NBA di Michael Jordan scelto proprio da Thorn, con cui si qualificò ai playoff sconfitti al primo turno dai Milwaukee Bucks.
Nella stagione 1985-1986 fu vice allenatore ai Washington Bullets di Gene Shue, ma dopo il suo esonero a 13 partite dalla fine guidò la squadra ai playoff e anche in quella successiva dove si qualificò nuovamente per la postseason, per poi essere sostituito a inizio 1988 dopo un inizio negativo.
Nel 1991 divenne l'allenatore dei Miami Heat (nati nel 1988) portandoli, nella sua prima stagione da allenatore, per la prima volta nella loro storia ai playoff perdendo al primo turno contro i Chicago Bulls di Michael Jordan.
Dopo una seconda stagione meno positiva nella terza stagione guidò gli Heat per la prima volta ad avere un record positivo in regular season qualificandosi nuovamente ai playoff.

## Statistiche

### Allenatore

#### ABA
| Stagione | Squadra      | Regular Season | Regular Season | Regular Season | Regular Season | Regular Season            | Post Season                                                            |
| Stagione | Squadra      | V              | P              | % V            | G              | Posizione finale          | Post Season                                                            |
| -------- | ------------ | -------------- | -------------- | -------------- | -------------- | ------------------------- | ---------------------------------------------------------------------- |
| 1973-74  | N.Y. Nets    | 55             | 29             | 65,5           | 84             | 1º nella Eastern Division | Campione ABA                                                           |
| 1974-75  | N.Y. Nets    | 58             | 26             | 69,0           | 84             | 2º nella Eastern Division | Sconfitto alle Semifinali di Division dagli Spirits of St. Louis (1-4) |
| 1975-76  | N.Y. Nets    | 55             | 29             | 65,5           | 84             | 2º in ABA                 | Campione ABA                                                           |
|          | Carriera ABA | 168            | 84             | 66,7           | 252            |                           |                                                                        |

## Palmarès

### Allenatore
- Campionato ABA: 2

New York Nets: 1974, 1976
- ABA All-Star Game head coaches: 2

1975, 1976